# Arhopala japonica
Espèce
Arhopala japonica est un insecte lépidoptère de la famille des Lycaenidae de la sous-famille des Theclinae, du genre Arhopala.
Il se trouve en Indochine, au Japon, dans les îles Ryūkyū, la péninsule de Corée et à Taiwan.
Son envergure est entre 24 mm et 30 mm.
La larve se nourrit de Lithocarpus edulis, Lithocarpus glaber, Quercus acuta, Quercus gilva, Quercus glauca, Quercus salicina et Quercus serrata.

## Sous-espèces
- Arhopala japonica japonica
- Arhopala japonica kotoshona (Taiwan)